# Оперный театр Осло
Оперный театр Осло (норв. Operahuset) — национальный оперный театр Норвегии, находится в центре Осло, на берегу Осло-фьорда (полуостров Акерсхус, вдающийся в залив Бьёрвика). Театр построен на средства государственного бюджета и является государственным учреждением, управляемым правительством Норвегии. Площадка норвежской Национальной оперы и балета и Норвежского академического театра оперы. Это крупнейшее общественное здание, построенное в Норвегии со времён возведения Нидаросского собора (около 1300 года).

## История
Идея строительства оперного театра в Осло впервые была озвучена ещё в конце XIX века. Однако только в 1999 году после дебатов на национальном уровне правительство Норвегии определило место будущего театра — полуостров Бьорвик в самом сердце Норвежской столицы, рядом с центральным вокзалом и морским портом — и объявило конкурс на архитектурный проект. На открытый международный конкурс поступило более двухсот работ архитекторов со всего мира. Однако победителем стала норвежская фирма — архитектурное бюро Snøhetta, за десять лет до этого ставшее известным благодаря проекту Новой библиотеки в Александрии.

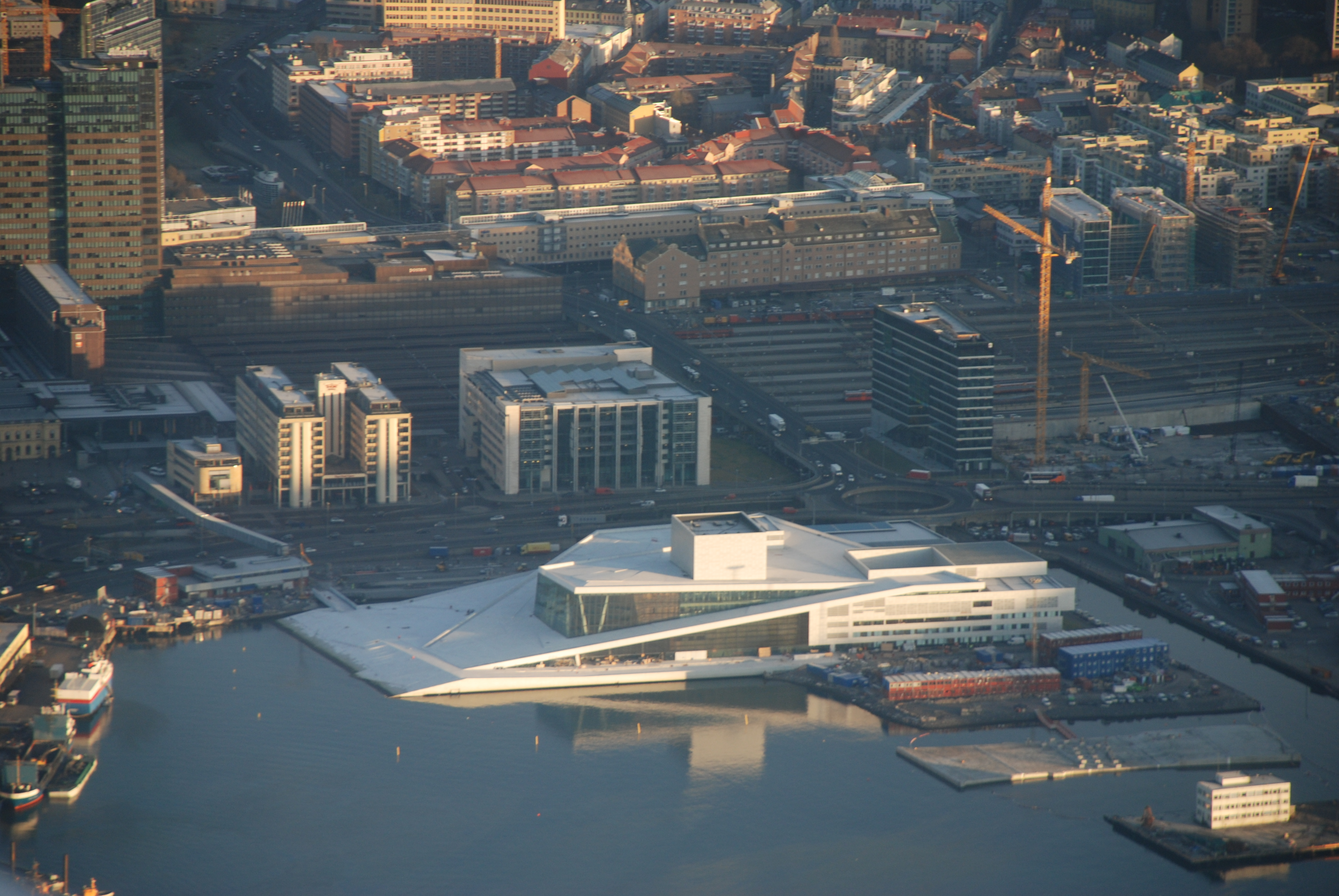

Строительство театра продолжалось 4 года — с 2003 по 2007 год. При этом работу строителей сопровождала работа археологов. Поскольку место расположения оперного театра было раньше морским дном, была высока вероятность обнаружить при закладке фундамента части затонувших когда-то лодок и кораблей; археологические раскопки проводились специалистами Норвежского морского музея. Бюджет строительства составил 4,5 миллиарда норвежских крон (примерно 700 млн долларов США). Торжественное открытие нового театра состоялось 12 апреля 2008 года при участии короля Норвегии Харальда V, королевы Дании Маргрете II, президента Финляндии Тарьи Халонен.
В 2008 году здание оперного театра в Осло получило награду на Всемирном фестивале архитектуры в Барселоне. При этом жюри конкурса отметило театр не только как здание, выдающееся в архитектурном отношении, но и как особо популярный объект у жителей Осло и туристов. В 2009 году театр был удостоен Европейским союзом премии Миса ван дер Роэ за лучшее архитектурное произведение.

## Архитектура

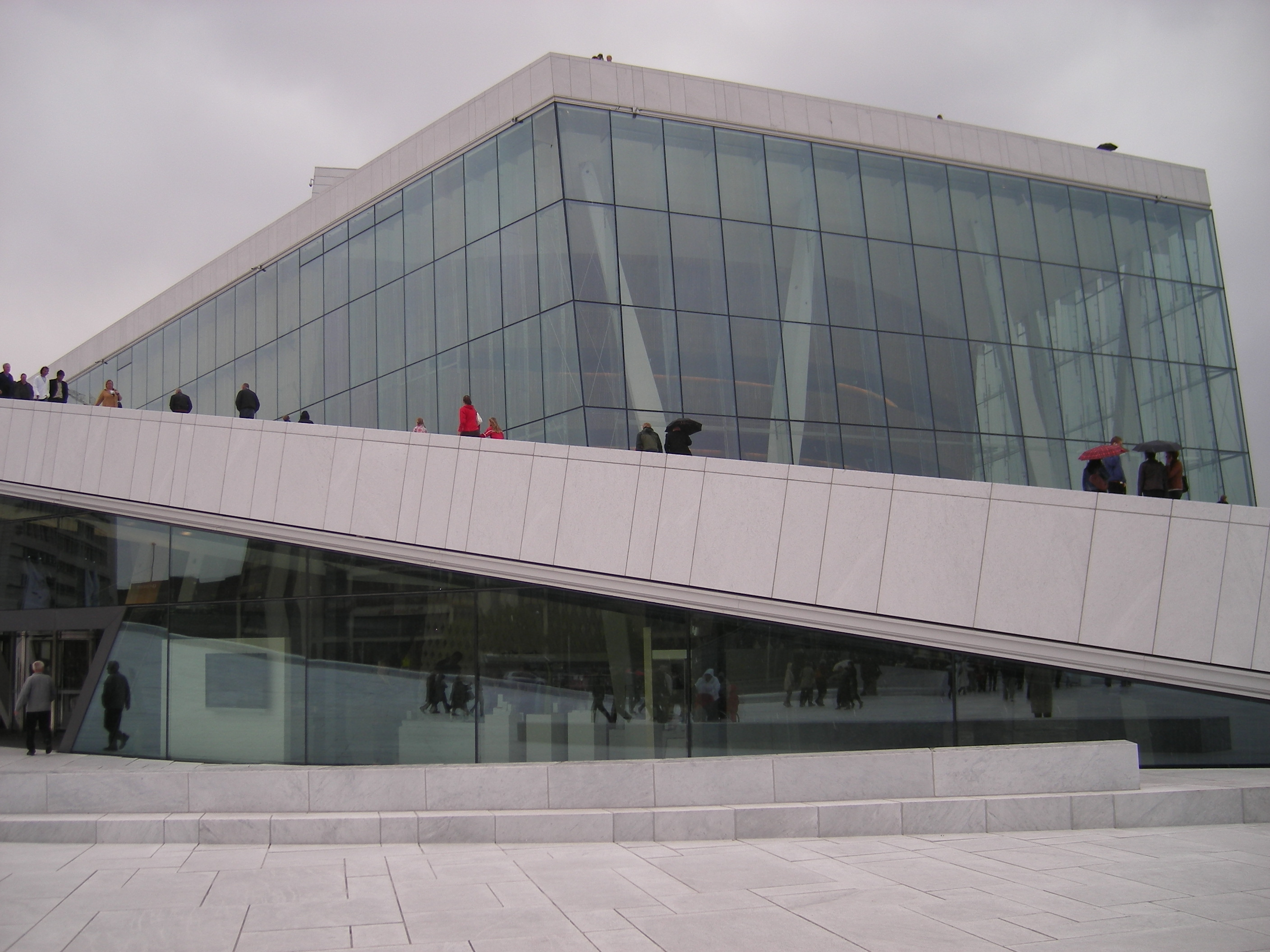

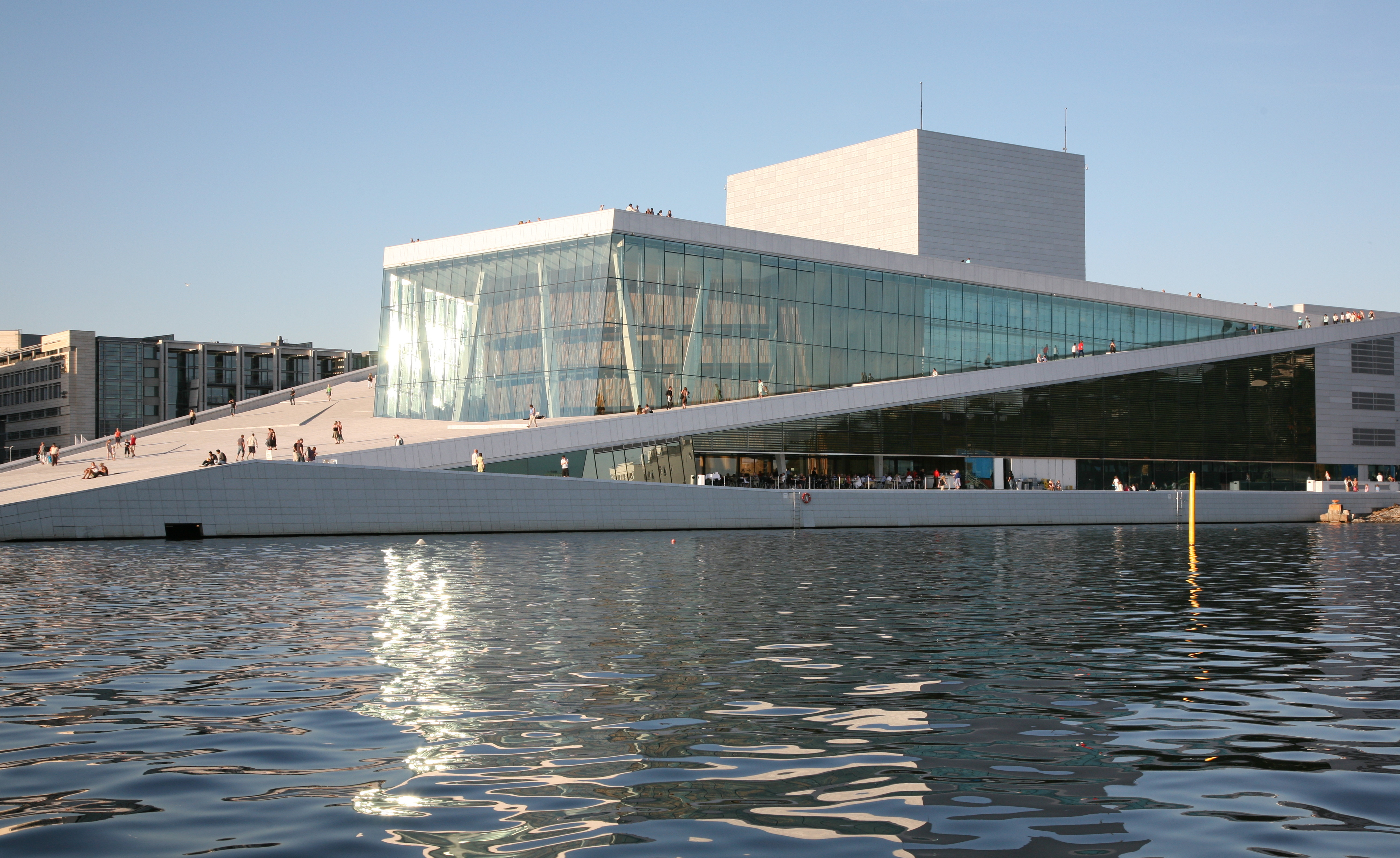

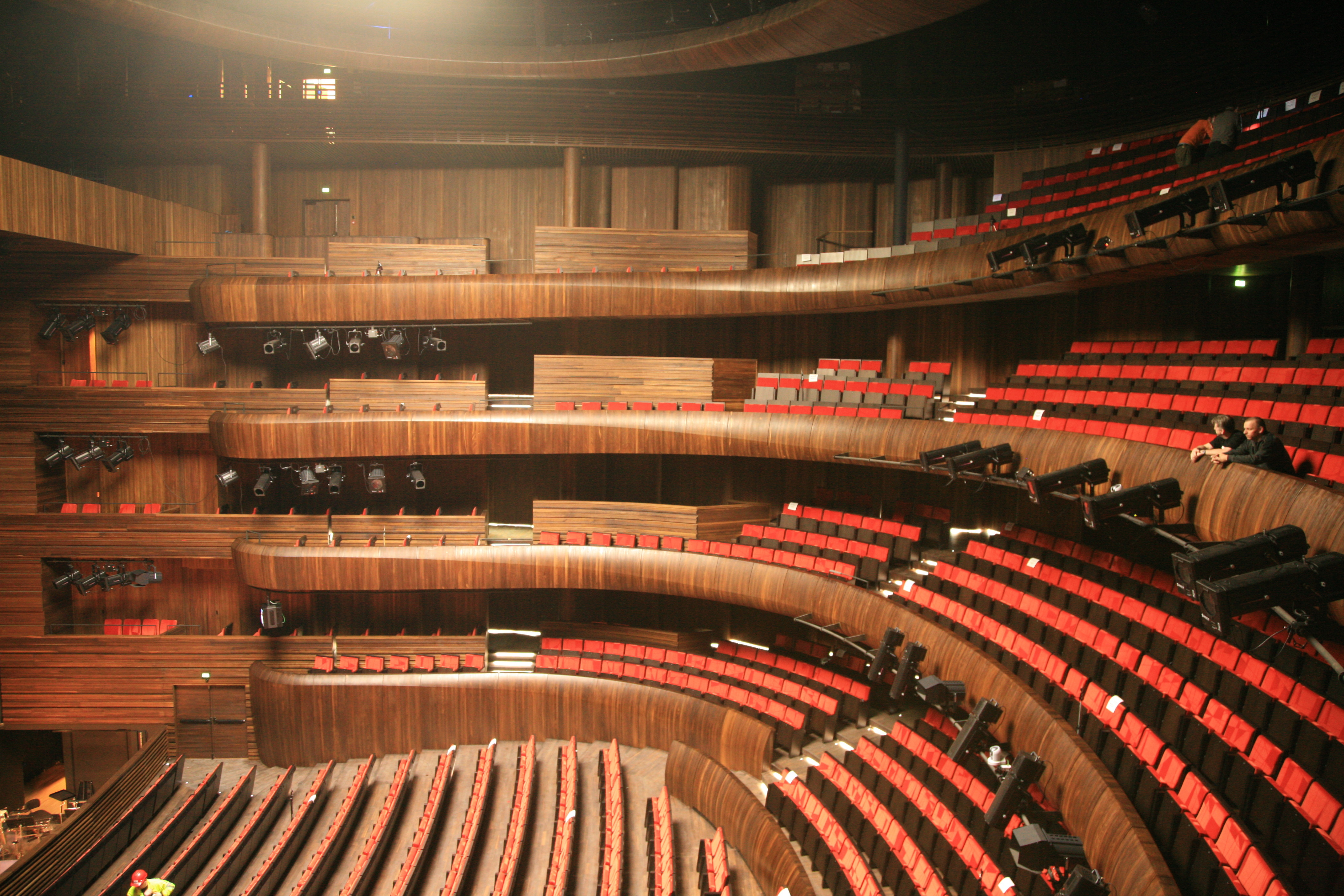

Замыслом архитекторов фирмы Snøhetta было построить ультрасовременное театральное здание, органично вписанное одновременно в городскую застройку, скалы Осло-фьорда и сутолоку морского порта. Оно должно было явиться связующим звеном между историческим центром к западу от Бьорвика и современными кварталами к востоку.
Здание оперного театра подходит к самому берегу Осло-фьорда и даже немного заступает в воду. Наиболее яркой и выдающейся его особенностью является эксплуатируемая кровля большой площади, наклонённая в сторону воды. Кровля эта собрана из 36 тысяч белоснежных каменных плит, подогнанных таким образом, что любой желающий может подняться по пандусам от берега до самой высокой точки здания, с которой открывается великолепная панорама города и залива. Плиты имеют различную фактуру — гладкую в малодоступных местах и грубо-рельефную там, где люди идут вверх или вниз. Итальянский мрамор, из которого изготовлены плиты, будучи материалом, традиционным для скульптуры, придаёт зданию монументальность; а меняющийся наклон плит вкупе с различной их обработкой рождает переменчивую игру света и тени, обогащая архитектурные формы объёмной выразительностью.
Наклонная крыша театра, спускающаяся под углом до земли, стала новым словом в архитектуре. Она очень быстро завоевала популярность у горожан и гостей Осло. Только в первые восемь месяцев после открытия театра по ней прошлось 800 тысяч человек. Облюбовали крышу театра и скейтбордисты.
В середине покатой кровли возвышается башня, трапецеидальная в плане, за сплошным витражным остеклением которой можно видеть фойе театра. Стеклянный фасад высотой 15 метров нивелирует границу между пространством фойе и уличным пространством и открывает вид из театра на залив. Крыша поддерживается тонкими V-образно расположенными колоннами, не закрывающими обзора. Стены башни плакированы белым алюминием с выпукло-вогнутым рисунком, подобным старинным ткацким узорам. В целом снежно-белое здание с его асимметричными изломанными формами напоминает огромный айсберг, приплывший к берегам Норвегии из холодных северных морей.

## Интерьеры
Главный зал театра на 1364 места имеет классическую форму подковы, обеспечивающую высокие акустические характеристики. Плавно изгибающиеся стены зала, балконы, лестницы обшиты дубовыми панелями. Тёплая поверхность выдержанного балтийского дуба создаёт контраст с холодными мраморными внешними поверхностями. Освещение зала обеспечивает сферическая люстра, состоящая из 800 светодиодов, свет которых преломляется в 5800 стеклянных подвесках ручной работы. Диаметром семь метров и массой 8,5 тонн, люстра стала самой большой в Норвегии.

## Инженерия
Сцена оперного театра в Осло, имеющая 16 метров в ширину и 40 метров в глубину, стала одной из самых технически оснащённых в мире. Сцена состоит из 16 независимых площадок, каждая из которых может подниматься, наклоняться, вращаться. Кроме этого, имеется 15-метровый поворотный круг, две боковые сцены, задняя сцена и нижний уровень глубиной 9 метров, предназначенный для подготовки декораций, поднимаемых затем на сцену. Механизмы управления сценой состоят из более, чем двух сотен бесшумных электрических и гидравлических приводов. Некоторые части сценического оборудования находятся на 16 метров ниже уровня воды в заливе. Через технические помещения, расположенные за сценой, проходит коридор, широкий настолько, чтобы грузовые машины могли заезжать для разгрузки прямо на сцену.
Электроснабжение здания частично обеспечивается солнечными батареями общей площадью 300 квадратных метров, расположенными на южном (заднем) фасаде здания. Они способны вырабатывать в год до 20 тысяч киловатт-часов электроэнергии.